# Ультразвуковий витратомір

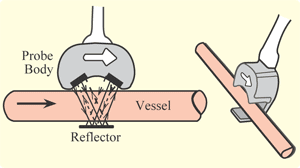
Принцип роботи ультразвукового сенсора

Ультразвуковий (акустичний) витратомір — витратомір, у якому для вимірювання швидкості потоку рідини або газу використовують ультразвук.

## Конструктивні особливості
Звукові коливання високої частоти (20 кГц і вище), що створюються електроакустичним вібратором (випромінювачем), проходять через середовище, що рухається трубопроводом, й реєструються приймачем, який розташований від випромінювача на відстані D.

## Класифікація за принципом роботи
Існують три основні методики визначення швидкості потоку, а на її основі і витрати рідини за допомогою ультразвуку:
- часово-імпульсний спосіб (спосіб фазового зсуву), котрий здійснює вимірювання різниці фазових зсувів ультразвукових хвиль, що направляються за потоком й проти нього;,
- детектування зміни частоти ультразвуку, викликаної рухомим середовищем (доплерівські витратоміри), котрий використовує вимірювання різниці частот повторення коротких імпульсів або пакетів ультразвукових коливань, що спрямовують одночасно за потоком й проти нього;
- метод вимірювання часу поширення ультразвуку (зносу ультразвукового сигналу), який ґрунтується на вимірюванні різниці тривалості проходження коротких імпульсів, що направляються одночасно за потоком й проти нього.

Крім того, існує окремий метод визначення витрат, що базується на вимірюванні зміщення потоком ультразвукової хвилі, котра спрямовується перпендикулярно до напрямку руху середовища.

## Часово-імпульсний метод
Цей метод полягає у визначенні різниці фаз між переданим і прийнятим імпульсним сигналом. Вираз для різниці фаз можна вивести з рівняння
{\displaystyle \Delta f={\frac {2\pi fDV_{c}\cos \beta }{c^{2}}}}
де: с — швидкість звуку в середовищі;
{\displaystyle V_{c}} — швидкість потоку, усереднена вздовж шляху поширення ультразвуку;
{\displaystyle f} — частота ультразвукового сигналу;
{\displaystyle D} — шлях проходження ультразвукового сигналу.

## Доплерівські витратоміри
У доплерівських витратомірах використовується безперервне випромінювання ультразвукових хвиль. Як і у доплерівському радіоприймачі
тут відбувається знаходження різниці частот випроміненого і прийнятого сигналів у частотному змішувачі з фільтром. Частота вихідного сигналу визначається виразом:
{\displaystyle \Delta f=f_{s}-f_{r}\approx \ \pm \ {\frac {2f_{s}V}{c}},}
де: {\displaystyle f_{s},f_{r}} — відповідно, частоти сигналу випромінювання і приймання.
З останнього виразу видно, що різниця частот є прямо пропорційною швидкості потоку. Очевидно, що розміри кристалів повинні бути набагато меншими поперечного перерізу труби, в якій вимірюється швидкість потоку. Тому виміряна швидкість є не середньою, а локальною швидкістю потоку. На практиці завжди слід калібрувати ультразвукові датчики в усьому температурному діапазоні для кожного конкретного середовища і також потрібно враховувати в'язкість рідини.

## Метод вимірювання часу поширення ультразвуку
Ефективна швидкість звуку в рухомому середовищі дорівнює швидкості звуку в цьому середовищі плюс швидкість середовища відносно джерела звуку. Таким чином, поширення звукової хвилі проти руху потоку середовища призведе до зменшення ефективної швидкості звуку, а вздовж потоку — до збільшення. Різниця між цими двома ефективними швидкостями звуку дорівнює подвоєній швидкості потоку середовища. Тому ультразвукові датчики для визначення швидкості потоку вимірюють швидкість звуку уздовж і проти течії.
Конструктивно два ультразвукових генератора, розташовані на двох протилежних кінцях труби, по якій тече потік рідкого середовища. Як ультразвукові генератори, як правило, використовуються п'єзоелектричні кристали. Кожен кристал може використовуватися або для створення ультразвукових хвиль, або для їх прийому.
У випадку, якщо кристали розташовані на відстані D один від одного під кутом β до напрямку потоку. Також можливе розташування малих кристалів прямо всередині труби строго по напряму потоку (β = 0). Час поширення звуку між двома кристалами пов'язаний з середньою швидкістю потоку Vc наступним співвідношенням:
{\displaystyle T={\frac {D}{c\pm \ V_{c}\cos \beta }},}
де: с — швидкість звуку в середовищі;
{\displaystyle V_{c}} — це швидкість потоку, усереднена вздовж шляху поширення ультразвуку.
Знак ± означає напрям поширення звуку. Визначивши різницю між швидкостями звуку вздовж і проти течії, можна записати:
{\displaystyle \Delta T={\frac {2DV_{c}\cos \beta }{c^{2}+V_{c}\cos ^{2}\theta }}\approx \ {\frac {2DV_{c}\cos \beta }{c^{2}}}}
З останнього виразу можна знайти швидкість руху потоку.

## Основні переваги
Широкому розповсюдженню акустичних витратомірів сприяє:
- можливість їх застосування для вимірювання витрат забруднених і агресивних середовищ,
- безінерційність вимірювання,
- безконтактність вимірів,
- відсутність рухомих частин в потоці,
- відсутність втрат тиску в трубопроводах та ін.